# 프랭크 웰커
프랭크 웰커(1946년 3월 12일 ~ )는 미국의 성우이다. 원작 트랜스포머 메가트론 성우이며 트랜스포머 시리즈 원작 옵티머스 프라임 성우로 알려져 있는 피터 컬런과는 사촌사이이다. 2015년 트랜스포머 명예의 전당에 입성하였다.

## 출연작

### 애니메이션
- 101마리 강아지 TV시리즈 - 스코치, 스티브
- 덕 다저스 - K-9
- 로저 래빗 - 황소
- 마이티 덕 - 카멜레온
- 미키의 클럽 하우스 - 페티 본, 부치, 구피의 고양이, 테디베어 등
- 사우스 파크 - 검은 괴물, 길 잃은 강아지
- 알라딘과 도적의 왕 - 아부, 라쟈 등
- 킴 파서블 - 몽키 피스트
- 티몬과 품바 - 코끼리를 포함한 여러 동물들
- 트랜스포머 G1 - 메가트론, 사운드웨이브, 래비지, 레이저비크, 럼블, 프렌지, 스카이워프, 미라지
- 패밀리 가이 - 프래디 존스
- 하우스 오브 마우스 - 거스 구스, 아부, 아라쿠안, 버치, 크리키, 다저, 피가로, 페가소스 등
- 호기심 많은 조지 - 조지
- 트랜스포머 프라임 - 메가트론, 사운드웨이브
- 루니 툰 - 벅스 버니와 대피 덕 - 로드 러너

### 극장용 애니메이션
- 가필드:마법의 샘물 - 가필드, 배달부 난쟁이, 레오날드, 제프
- 101마리 강아지 2 : 패치의 런던 대모험 - 썬더볼트, 패치 등 개들 울음 소리
- 공룡시대 - 칼이빨
- 구피 무비 - 빅풋
- 노틀담의 꼽추 - 아기 새
- 노틀담의 꼽추 2 - 아킬레스 ,달리
- 라이온 킹 - 사자 울음소리
- 라이온 킹 2 - 악어들, 황소들
- 레이디와 트램프 2 - 레지
- 코디와 생쥐 구조대 - 마라휴트, 조나
- 스쿠비 두 - 프레디 존스
- 스티치 무비 - 스파키(우주 실험체 221호)
- 아틀란티스:마일로의 귀환 - 오비, 맨텔
- 자파의 귀환 - 아부, 라쟈
- 정글북 2 - 발루 외
- 알라딘과 도적의 왕 - 아부, 라쟈
- 올리버와 친구들 - 루이
- 이웃집 토토로 - 토토로(영어 더빙판)
- 인어공주 - 맥스, 아슐라의 상어들
- 인어공주 2 - 맥스
- 위대한 명탐정 바실 - 토비, 펠리시아
- 미녀와 야수 - 풋스톨
- 뮬란 - 칸, 크리키(복동이)
- 멜로디 타임
- 토이 스토리 - 스커드
- 토이 스토리 2 - 불스아이
- 토이 스토리 3 - 토토로 외
- 톰과 제리 - 제리, 스파이크 외
- 포카혼타스 (1995년 영화) - 플릿
- 포카혼타스 2 : 세상 밖으로 - 플릿
- 헤라클레스 - 페가소스

### 영화
- 스폰 - 말레볼지아
- 고질라 - 고질라
- 이상한 나라의 앨리스(2010)
- 스페이스 잼 - 찰스
- 루니툰: 백 인 액션 - 스쿠비 두
- 트랜스포머 2: 폴른의 복수(패자의 역습) - 사운드웨이브, 데바스데이터, 레비지, 그라인더, 리드맨
- 트랜스포머 3 - 바리케이드, 사운드웨이브, 쇼크웨이브, 이고르
- 개구쟁이 스머프2 - 아즈라엘
- 트랜스포머 4: 사라진 시대 - 갈바트론
- 트랜스포머: 최후의 기사 - 메가트론
- 알라딘 - 아부, 라자, 신비의 동굴

### 비디오 게임
- 트랜스포머2: 폴른의 복수 비디오 게임 - 메가트론